# Algeria ai XXI Giochi olimpici invernali
L'Algeria ha partecipato ai XXI Giochi olimpici invernali di Vancouver, che si sono svolti dal 12 al 28 febbraio 2010, con un solo atleta.

## Sci di fondo
| Gara                   | Atleta              | Tempo d'arrivo | Posizione |
| ---------------------- | ------------------- | -------------- | --------- |
| 15 km a tecnica libera | Mehdi-Selim Khelifi | 41'38"5        | 84        |